# اگزمپل
اگزمپل (انگلیسی: Example؛ زادهٔ ۲۰ ژوئن ۱۹۸۲) یک موسیقی‌دان اهل بریتانیا است. وی از سال ۲۰۰۴ میلادی تاکنون مشغول فعالیت بوده‌است و از معروفترین کارهای وی نحوه بوسیدنت را عوض کردی است.